# Kawęczyn (gmina)
Kawęczyn (do 1954 gmina Kowale Pańskie) – gmina wiejska w województwie wielkopolskim, w powiecie tureckim. W latach 1975–1998 gmina położona była w województwie konińskim.
Siedziba gminy to Kawęczyn.
W latach 70. siedziba znajdowała się przejściowo w Kowalach Pańskich.
Według danych z 30 czerwca 2004 gminę zamieszkiwały 5313 osoby.

## Struktura powierzchni
Według danych z roku 2002 gmina Kawęczyn ma obszar 101,06 km², w tym:
- użytki rolne: 81%
- użytki leśne: 11%

- Gmina stanowi 10,87% powierzchni powiatu.

## Demografia

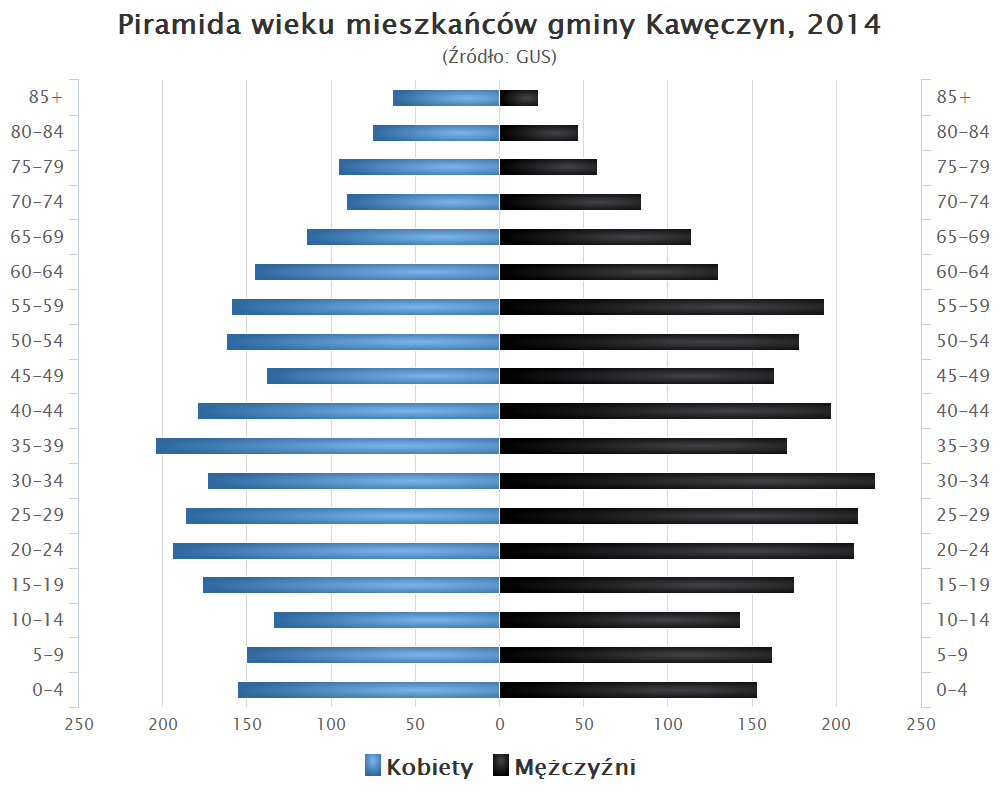
Piramida wieku mieszkańców gminy Kawęczyn w 2014 roku

Dane z 30 czerwca 2004:
| Opis                              | Ogółem | Ogółem | Kobiety | Kobiety | Mężczyźni | Mężczyźni |
| --------------------------------- | ------ | ------ | ------- | ------- | --------- | --------- |
| Jednostka                         | osób   | %      | osób    | %       | osób      | %         |
| Populacja                         | 5313   | 100    | 2647    | 49,8    | 2666      | 50,2      |
| Gęstość zaludnienia [mieszk./km²] | 52,6   | 52,6   | 26,2    | 26,2    | 26,4      | 26,4      |

## Sąsiednie gminy
Ceków-Kolonia, Dobra, Goszczanów, Lisków, Malanów, Turek